# Valeri Popov

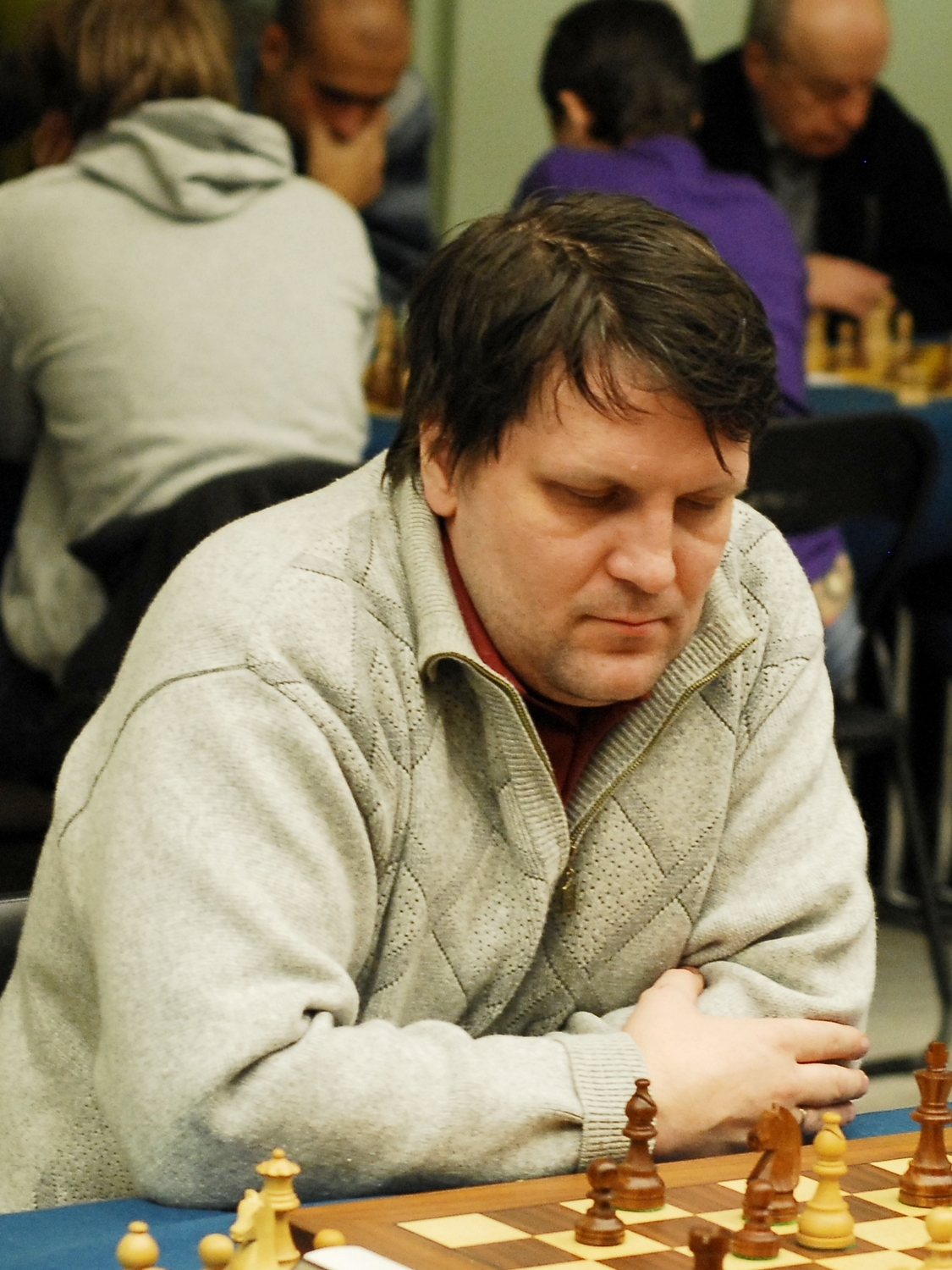
Valeri Popov in 2012

Valeri Sergejevitsj Popov (Russisch: Валерий Сергеевич Попов) (Sint-Petersburg, 10 september 1974) is een Russische schaker met een FIDE-rating van 2587 in 2006 en 2528 in 2016. Hij is een grootmeester. Ook is hij een schaaktrainer bij de jeugd en een schaakorganisator. Als pupillen heeft hij onder meer:   Jevgeni Romanov, Alexander Schimanow en Daniil Lintschewski.  
Popov leerde op vijfjarige leeftijd het schaken van zijn zus. Zijn verdere training kreeg hij in de schaakschool in het noordelijke Sint-Petersburgse rayon  Kalinin. 
De FIDE verleende hem in 1994 de titel Internationaal Meester (IM) en in 1999 de titel Grootmeester (GM).  

## Individuele resultaten
Bij het toernooi om de Ruslandbeker in 2001 in Kazan werd hij gedeeld tweede met Waleri Filippov. In 2001 en 2006 won hij het kampioenschap van Sint-Petersburg. In 2008 werd hij na Radosław Wojtaszek tweede bij de Europese snelschaakkampioenschappen in Warschau. Daarnaast behaalde hij de volgende resultaten: 
- winnaar Bydgoszcz Open in 2001
- winnaar White Nights Festival in Sint-Petersburg in 2001 en 2008
- in oktober 2005 werd in Sint-Petersburg het Chigorin memorial gewonnen door Roman Ovetsjkin met 7 pt. uit 9, Popov eindigde gedeeld derde met 6.5 punt
- tweede plaats met 0,5 pt. achterstand op de winnaar Boris Gratschow bij het 42ste schaakfestival in Biel (2009)

## Schaakclubs
Hij speelde in Rusland onder andere voor de volgende schaakclubs: Severstal Tscherepowez, TPS Saransk, Lentransgaz, SZAGS en Michail Tschigorin (de laatste drie uit Sint-Petersburg). Met Lentransgaz, Michail Tschigorin en  TPS Saransk nam hij meerdere malen deel aan de Europese Club Cup. Met de Sollentuna SK won hij de Zweedse clubkampioenschappen in 2002,  2003, 2006 en 2007 en nam hij in 2007 deel aan de Europese Club Cup. In 2015 werd hij met Samegrelo in Ureki winnaar van de Georgische clubkampioenschappen.  

## Persoonlijk leven
Popov is getrouwd met WGM Tatjana Moltschanowa (* 1980). 